# Tchapaïev (film)
Pour les articles homonymes, voir Tchapaïev.
Pour plus de détails, voir Fiche technique et Distribution.
Tchapaïev (en russe : Чапаев) est un film soviétique de Sergueï et Gueorgui Vassiliev (connus sous le nom de plume de Frères Vassiliev, bien qu'ils fussent homonymes et non parents), un des films russes les plus célèbres de l'entre-deux-guerres,.
Il fut tourné à Léningrad (studio Lenfilm), URSS, en 1934, sa durée est de 95 minutes. Le film a reçu le Grand prix au Festival international du film de Moscou en 1935.

## Synopsis
Le protagoniste est Vassili Ivanovitch Tchapaïev, un commandant bolchévique de la Guerre civile russe. Le scénario est inspiré du livre éponyme de Dmitri Fourmanov. Fourmanov en réalité était commissaire politique de la division commandée par Tchapaïev. Son livre est néanmoins romancé et non pas simplement documentaire. Dans le film, Fourmanov apparaît en personne comme un des personnages principaux. L'image épique de Tchapaïev créée par Boris Babotchkine est celle d'un homme sans instruction, avec peu de conscience politique affirmée, mais qui comprit instinctivement les buts des Bolchéviks et l'art de la guerre révolutionnaire. (Le Tchapaïev historique était un homme plus complexe). Dans une scène célèbre, le commandant explique à un de ses subordonnés une attaque contre les Blancs en utilisant des pommes de terre qui symbolisaient tel ou tel groupe militaire. Parmi les personnages principaux, on trouve Petka, jeune aide-de-camp de Tchapaïev, et une jeune fille, Anka, qui est responsable de la mitrailleuse. Dans la scène finale, Tchapaïev se noie dans le fleuve Oural.

## Fiche technique
- Réalisation : Frères Vassiliev
- Scénario : Frères Vassiliev
- Caméraman : Aleksandre Ksenofontov, Aleksandre Sigaev
- Décors : Isaac Makhlis
- Musique : Gavriil Popov
- Ingénieur du son : Aleksandr Bekker
- Genre : Drame, guerre et biopic
- Pays de production : URSS
- Production : Lenfilm
- Durée : 93 minutes
- Sortie : 1934
- Langue : russe

## Distribution
- Boris Babotchkine : Tchapaïev
- Boris Blinov : Fourmanov
- Illarion Pevtsov : Borozdine
- Varvara Miasnikova : Anna
- Leonid Kmit : Petka
- Gueorgui Jjionov : Teresha
- Boris Tchirkov : paysan
- Nikolaï Simonov : Zhikharev
- Sergueï Vassiliev
- Stepan Krylov : soldat

## Résonance
Tchapaïev est un des films soviétiques les plus populaires. Il obtient en 1935, le prix du Meilleur film étranger (Best Foreign Film) remis par l'US National Board of Review et le Grand Prix du Festival international du film de Moscou. Il est décoré par un Grand Prix de l'Exposition universelle de 1937. Médaille de bronze au Festival de Venise en 1946. Il est inclus, en 1978, dans la centaine des meilleurs films du monde, selon un sondage des critiques américains.
Il est vanté non seulement pour sa valeur de propagande,, mais aussi et surtout pour le succès cinématographique, y compris par Ossip Mandelstam qui le mentionne dans ses vers.
Dans les années 1960-1970, le sujet du film inspire d'innombrables blagues russes où Tchapaïev est connu comme Vassili Ivanovitch tout court. L'humour, déjà présent dans le film, y est enrichi par des générations de blagueurs.
La chanson Чёрный ворон (Corbeau noir) chantée par Boris Babotchkine est une chanson célèbre en Russie.